# Тринаестојулски устанак
Тринаестојулски устанак, или Устанак у Црној Гори, био је највећи антифашистички устанак 1941, у организацији црногорских антифашиста, социјалиста и комуниста. Под руководством Комунистичке партије Југославије, 13. јула су припадници црногорског покрета започели отворену борбу против окупаторске Фашистичке Италије. У устанку је учествовало најмање 30.000 људи. Главна етапа устанка трајала је шест седмица; посљедњи видови устанка угушени су тек у децембра 1941. године. Међу устаницима су били официри и војници Југословенске војске (ЈВ) који нису прихватили капитулацију Краљевине Југославије и били су сљедбеници идеологије национализма, као и комунисти и социјалисти, од којих су многи у најбољем случају служили обавезни војни рок у ЈВ и тек приступили партизанском Народноослободилачком покрету. Циљ устанка био је покретање ослободилачке борбе како против окупаторских снага Италије и Њемачке, Бугарске и Мађарске, тако и против појединих црногорских монархиста и сепаратиста, хрватских и албанских колаборациониста. Главна одлика устанка била је његова масовност — устаници нису признали капитулацију своје земље и подржавали су не само акције западних савезника, него и Совјетског Савеза — који се борио против Њемачке и њених савезника — према коме су гајили искрене симпатије, без обзира на политичка увјерења.
Три седмице од почетка устанка, скоро цијела Црна Гора била је у рукама антифашистичког покрета, а током једне од битака поражен је највећи италијански гарнизон у окупираној Европи који је бројао 1000 војника и официра. Устанички покрет предводили су бивши официри ЈВ пуковник Бајо Станишић, мајор Ђорђије Лашић и капетан Павле Ђуришић. Партизани нису успјели да остваре свој циљ: италијанска окупаторска сила од 70.000 војника под командом генерала Алесандра Пирција Биролија, уз подршку албанске полиције и санџачких муслимана, кренула је у контраофанзиву и у наредне три седмице зауставила устанак. Међутим, устаници су успјели да остваре свог главни циљ — покренули су партизански рат широм земље. Захваљујући изненадном удару партизанских трупа, у Црној Гори је почела борба против окупатора. У социјалистичкој Црној Гори 13. јул се обиљежавао као Дан устанка народа Црне Горе. Овај празник данас се прославља, као Дан државности, јер је Берлинским споразумом 13. јула 1878. призната независност Књажевине Црне Горе.

## Предисторија

### Проглашење независна Црне Горе
Поглавник Независне Државе Хрватске Анте Павелић и министар иностраних послова Италије Галеацо Ћано су 25. априла у Љубљани одржали прву рунду преговора за утврђивање граница између НДХ и Италије. Павелић се са Бенитом Мусолинијем и Ћаном састао 7. маја у Монфалконеу. Уговор о одређивању граница, један од Римских уговора, дефинисао је највећи дио границе између Италије и НДХ. Обухватао је Далматинску загору града Задра, као и градове Сплит и Шибеник, већину јадранских острва и појас земље у сјеверозападној Хрватској. На сјеверу је повучена граница тако да су се у саставу Италије нашли градови: Кастав, Сушак, Фужине, Чабар, Бакар и дио Делничког котара. У средишњем дијелу источне обале Јадрана, Италија је добила територију између ријеке Зрмање и тачке јужно од Сплита, као и Боку которску на југу. Италија је добила и сва јадранска острва осим Пага, Брача и Хвара.
Нешто слично је Ћано намјеравао да уради и са Црном Гором: након осовинске инвазије и окупације Југославије, образована је фактички марионетска држава Црна Гора, чији је владар требао да буде представник српске или црногорске династије са јаким сродничким везама са италијанском аристократијом. Кандидат је нађен у династији Петровић Његош, којој је покровитељ био Савојски краљевским дом. Михаило Петровић Његош, унук краља Николе I, испунио је све италијанске услове и убрзо му је послата понуда.
Михаило је за вријеме инвазије на Југославију био са југословенском дипломатском мисијом у Паризу. Убрзо су га Нијемци пребацили у логор код Франкфурта на Мајни, гдје се састао са представником Савојског дома, који је стигао са Цетиња. Представником Савојског дома му је најавио скоро проглашење независности Црне Горе и званично Михаилу понудио црногорски пријесто. Италијани су били увјерени да се Михаило неће одрећи пријестола, јер је његова тетка Јелена била италијанска краљица и могла је наговорити свог нећака да пристане на приједлог. Михаилов одговор је био потпуно изненађење: категорички је одбио приједлог и осудио је саму идеју одвајања Црне Горе од Југославије. Према његовим ријечима, дјелимично се осјећао Србином и не би се, ни под каквом пријетњом, одрекао идеје јединства Србије и Црне Горе.
Независност Црне Горе проглашена је на тзв. Петровданском сабору 12. јула 1941. године. Сепаратисти предвођени Јовом Поповићем су прогласили поништење одлука Подгоричке скупштине из 1918. и укинули српски и југословенски устав на територији Црне Горе. Италијани су морали да се помире са чињеницом да нећак краљице Италије одбио да стане на чело марионетске државе, али су њихови планови такође задобили значајан ударац: сљедећег дана је у Црној Гори избио антифашистички устанак, који је покварио Ћанове планове за Црну Гору.

### Припреме за устанак
Црногорски и српски социјалисти и комунисти су почели да се припремају за устанак још у мају 1941. године. Покрајински комитет Комунистичке партије Југославије (КПЈ) за Црну Гору је, у духу спровођења одлука са Мајског савјетовања Централног комитета (ЦК) КПЈ одржаног у Загребу, почео да припрема партизане и обичне цивиле који су тежили ослобођењу земље од окупатора за оружани отпор. Групе су формиране нелегално и имале су различит састав (од 10 до 30 људи), у њих су првенствено укључивани чланови КПЈ, СКОЈ-а и просто антифашисти. Међу онима који су се борили било је много српски националиста — „бјелаши”, који су Дрљевића и његове зеленаше сматрали криминалном бандом. Било је могуће укупно образовати 290 група са укупно 6000 људи (1800 чланова КПЈ, 3000 чланова СКОЈ и 1200 антифашиста). Међу онима који су се борили било је много сељака, који су жељели да искале свој гњев на Италијанима. У помоћ устаницима пришли су Црногорци из цијеле окупиране земље. Команданти покрета били су официри Југословенске војске, од којих су неке успјели да побјегну из заточеништва. Залагањем комуниста у устаничку војску су уведени политички комесари.

Повода за устанак било је више него довољно, а то није била уобичајена дискриминација од италијанских власти, које су презирале словенског становништво, већ конкретни поступци италијанске администрације: Италијани су конфисковали у корист Краљевине већи дио земљишних парцела на Косову, на којима је узгајана храна, као и солану у Улцињу, продату Албанцима; на територији Црне Горе забрањен је промет југословенских новчаница у апоенима од 500 динара. Коначни разлог била је одлука италијанских власти да прогласе „независну” Црну Гору, који је жестоко подржава Секула Дрљевић, вођа црногорског сепаратистичког покрета. Позиви на устанак појачали су се након њемачког напада на Совјетски Савез 22. јуна 1941, јер су русофилска и совјетска осјећања била јака не само међу југословенским комунистима и социјалистима, него и међу монархистима и националистима. Презир и мржња према окупатору само су се појачали. Покрајински комитет КПЈ за Црну Гору је крајем јуна објавио манифест којим позива црногорски народ:
… да се под руководством КПЈ збије у редове, оствари чврсто јединство у борби против окупатора и његових слугу, за своје национално ослобођење, удружен са свим поробљеним народима Југославије и Балкана, а у савезу са великим Совјетским Савезом.
Покрајински комитет је издрао директиву градским комитетима са препоруком да што прије напусте градове и села, пошто би им партизанске методе ратовања омогуће да се брзо обрачунају са окупаторима. Препоручено је да буду на опрезу и да не дозволе да им непријатељ опљачка имовину.
Од маја до јула одржано је више мјесних партијских конференција у Пљевљама, Бијелом Пољу и Пријепољу, на којима су донијети закључци о спремности партизана за устанак и пријети нови подаци о стању на фронтовима и политичкој ситуацији у Југославији. На сједници Политбироа ЦК КПЈ у Београду 4. јула 1941, донијета је одлука да се Милован Ђилас, члан Политбироа и Главног штаба НОПОЈ, именује за команданта устанка. Он је, као делегат ЦК КПЈ у Црној Гори, одмах послат да објасни циљеве устанка и пренесе најновија упутства.
Ђилас је 8. јула стигао у Стијене Пиперске код Подгорице, гдје је одржао састанак Покрајинког комитета КПЈ за Црну Гору, којем су присуствовали чланови партије Божо Љумовић, Блажо Јовановић, Радоје Дакић, Саво Брковић, Будо Томовић, Видо Ускоковић, Крсто Попивода и Периша Вујошевић. На састанку је одлучено да се са борбеним дејствима почне већ наредног дана. Евентуална партизанска дејства наговјештавале су уништавање полицијских одреда, уништавање комуникацијских линија и минирање путева, дизање у ваздух мостова, експлозије у зградама италијанске администрације итд.

### Избор датума
Избор датума устанка није био случајан. Прво, 13. јула 1878. Берлинским споразумом призната је независност Црне Горе, чиме је окончана вјековна турска владавина. Партизани су жељели да подсјете на то ослобођење. Друго, ова акција је требала да буде одговор на сепаратистичку акцију 12. јула 1941, којом је проглашена „независна Црна Гора”. Причало се да су црногорски фашисти позвали Виторија Емануела III на пријесто. Устанак је на крају постао трећи на територији Југославије који се водио против сила Осовине.

## Хронологија

### Хронологија почетка устанка
Рано ујутру 13. јула 1941, у градовима Црне Горе почеле су пуцњаве једна за другом: партизани су почели да проваљују у разна насеља и пуцају на италијанске карабињере и жандарме. Устанак је почео. Током дана, партизани су јуришали на Чево, недалеко од Цетиња, Вирпазар на обали Скадарског језера, Ријеку Црнојевића и стигли до приморске линије Милочер—Суторина.
- 14. јула пуцњава се наставила, партизани су стално постављали експлозије у градовима Црне Горе, али су се трудили да не уплаше цивиле. Италијани су почели да паниче и хитно су позвали појачање. Устаници су упали у Мојковац,[24] побивши цијелу жандармерију, а у истом граду је одржан хитна састанак Обласног комитета КПЈ за Санџак.[25]
- Устаници су 15. јула заузели Биоче, Спуж и Лијеву Ријеку.]][25] Код села Кошчеле, недалеко од Ријеке Црнојевића, партизански одреди (два одреда из Љуботиња и Горњег Цеклина са укупно 80 људи) сукобили су се са 2. гардијским пограничним моторизованим батаљоном италијанске дивизије „Месина”, који је упућен на Цетиње. Током осмочасовне битке, партизани су убили 70 људи, ранили 110 и заробили 290 војника (према другим изворима, погинуло је 80, рањено 260 и заробљено 440).[26] Истог дана, у Вирпазару је заробљено неколико мањих бродова.
- Андријевица је ослобођена 16. јула. На једном од заробљених италијанских бродова, 46 заробљених Италијана је превезено у Скадар у замјену за лијекове и храну.[27]
- Борбе код Берана су се одиграле 17. јула: устанички капетан Павле Ђуришић, који се борио раме уз раме са другим партизанима код Берана,[28] открио је свој идентитет,[29][30] као један од вођа устанка.[31] Ђилас је покушао да постави Баја Станишића за команданта свих устаничких снага, али је он то одбио.
- Покрајински комитет КПЈ за Црну Гору је 18. јула успоставио Привремену врховну команду националноослободилачких трупа за Црну Гору, Боку и Санџак,[32] на чијем челу су били Арсо Јовановић и Милован Ђилас уз подршку официра краљевске Југословенске војске који су признали учешће комуниста у устанку.[17] Чланови штаба су били још Божо Љумовић, Блажо Јовановић, Будо Томовић и Бајо Секулић. Штаб се налазио недалеко од Подгорице. Привремена врховна команда је издала неколико наређења и позвала обичне грађане да се придруже партизанским одредима. Истог дана, на путу Цетиње—Будва код села Браић, партизани су успјели да нанесу велику штету италијанској војсци: моторизована колона коју је чинило 20 камиона, 6 тенкова, 7 мотоцикала и једно сервисно возило, ступила је у борбу са неколико партизански батаљона. Послије дуге и тврдоглаве борбе, губици Италијана били 220 погинулих и рањених, док су губици партизана биле 2 погинуле особе и 7 рањених.[32]
- Устаници су заузели жандармеријску станицу у Његовуђи 19. јула и блокирали пут Жабљак—Пљевља.[32]
- Беране, Даниловград, Жабљак и Колашин су заузети 20. јула,[32] а истог дана заузето је и Бијело Поље гдје је разоружан гарнизон од 180 италијанских војника и официра.[24]
- Прва окупљања званичних партизанских одреда почела су 21. јула.
- Шавник је ослобођен 22. јула
- Грахово је ослобођено 24. јула.

У устанку је учествовало око 32.000 људи, што је чинило 66% становништва Црне Горе способног за војну службу. Рат је почео у готов свим градовим, осим у Цетињу, Никшићу, Подгорици и Пљевљама. До 22. јула партизани су ослободили шест великих градова и пет села, а до 25. јула ослобођено је још осам села недалеко од Даниловграда. Упркос чињеници да у великим градовима готово да није било трагова устанка, гарнизони ових градова су били у окружењу. Паника међу Муслиманима и Албанцима довела је до тога да су неки од њих пребјегли у Албанију, док су други отишли у шуме, гдје су дуго времена размјењивали ватру са партизанима. Као исход, у року од три седмице од почетка устанка, Италијани су задржали само Никшић, Пљевље, Цетиње и Подгорицу. Арсо Јовановић је послат у помоћ устаницима како би уз подршку Милована Ђиласа руководио акцијама свих устаника. Према маршалу Угу Каваљеру, официри Југословенске војске командовали су устаницима до октобра 1941. године.

### Италијански одговор
Генерал Уго Каваљеро, командант италијанских трупа у Албанији, наредио је 16. јула 1941. генералу Александру Пирцију Биролију, бившем гувернеру Амхаре, да по сваку цијену угуши устанак. Бироли је добио аудијенцију код Бенита Мусолинија 25. јула 1941, који му је фактички дао бланш карту у Црној Гори. Бироли је вјеровао да се устанак може окончати само силом и да је сила једино што људи са балканским менталитетом разумију. Он је наредио хитан удар на устанике.
Бироли је 5. августа издао ултиматум устаницима и цивилима, позивајући их да положе оружје, а 8. августа је објавио конфискацију цјелокупне имовине онима који су учествовали у устанку. Међутим, није било могуће постићи потпуно гушење устанка, и устаници и њихови савезници су наставили борбе, док су италијански гарнизони у градовима још увијек били у шоку и нису могли да се носе са њима. Бироли је хитно пребацио шест дивизија као помоћ гарнизонима: „Пустерија”, Месина, „Венеција”, „Качатори деле Алпи”, Пуље и „Таро”. У борбама су учествовале двије легије црнокошуљаша (108. и 164), двије борбене групе (1. борбена група коњичког пука „Кавалеђери Гвиде” и 2. албанска борбена група „Скендербег”) и још два гранична одреда. „Таро” и „Качатори деле Алпи” су повучене са Источног фронта у посљедњем тренутку.
Италијани су окупили војска од 70.00 људи, коју је подржавало још 20.000 колаборациониста: припадници Муслиманске милиције из Санџака, Плава и Гусиња и албанске трупе, које су покривале бокове. Албанска милиција Вулнетари из Ђаковице је пружала полицијску службу, подржавајући напредовање италијанских трупа. Сада су стране биле једнаке по бројности, а ли су Италијани били примјетно надмоћнији од устаника у наоружању. Устаници нису могли дуго издржати у борби против добро наоружаних и опремљених пјешадијских дивизија. Тако је почела прва офанзивна операција на Балкану од капитулације Југославије и Грчке.
У августу 1941, у једном од својих извјештаја, Бироли је навео да је 19. дивизија „Венеција” напредовала ка Колашину и Андријевици уз подршку 1. алпске групе Вале и албанских формација под командом капетана Прека Цалија из Врмоше и неколико других јединица из Ђаковице. Упркос упорном отпору партизана, Италијани су повратили контролу над Колашином, Андријевицом и Беранама, ослободивши 879 заробљеника. До 14. августа, Италијани су успјели да поврате контролу над градовима: у року од шест седмица, устанак је угушен. Бироли је наредио да не смије бити претјеране окрутности према мјесном становништву, али су његови војници занемарили наређење: током устанка, стотине људи су убили италијански пљачкаши, десетине села су спаљена, а 10.000—20.000 људи је остало без дома. Албанци и Муслимани су вршили терор, пљачкајући села непрестано.
Ради одржавања реда у Црној Гори, дивизија „Пустерија” је стационирана за стално. Сами Италијан су одлучили да не обнављају стражарска мјеста у селима, јер су се плашили да не постану лака мета за устанике. Велики дио Црне Горе је на крају остао без италијанске контроле. На тим просторима су се смјестиле групе партизана које се нису предале, настављајући своје активности и снабдијевајући своје саборце оружјем, залихама и униформама.

### Пљеваљска битка
Партизанске групе које се нису предале наставиле су борбу. Партизани су 1. децембра напали Пљевље, али су приморани на повлачење уз огромне губитке. Погинуле су 203 особе, а 269 је рањено. Под утицајем пропаганде, многи партизани су се разочарали и у покрет и идеологију, и прешли су у четнике. Након пораза, партизани су почели да искаљују свој бијес на мјештанима, пљачкајући нека села, мучећи мјештане и убијајући Италијане, који су оптужени за сваки помоћи гријех. До прољећа 1943, партизани нису постигли никакав успјех, у земљи готово да није било партизана.

### Лијева скретања
Комунистичка партија, која је преузела одговорност вођења устанка, изгубила је дио свог ауторитета због претјеране окрутности према појединим противницима. Ђилас и партизани, обрачунавајући се не само са окупаторима, него и са идеолошким противницима, у очима многих су постали крвожедни бандити, па се мало ко усудио да их подржи. Партизанима је било тешко да набаве залихе, пронађу склониште, а још теже да добију добровољце. Пораз код Пљеваља навео је партизане да посумњају да им неко ставља клип у точкове. Почели су да сумњају у издају и подршку Италијанима и њиховим саучесницима: дезертери који су побјегли из војске и њихове породице, четници и њихове породице, трговци који су у то вријеме спекулисали и сви они који су сматрали да је радничка класа кукавичка и недовољно храбра у борби. Тако је почео терор, због којег су партизане почели да презиру чак и људи неповезани с ратом. Овај терор је ушао у историју као „лијева скретања”: Ђиласа је касније Тито критиковао због ове окрутности према мјесном становништву, оптужујући га за злоупотребо положаја.

### Раскол међу устаницима
Низ пораза довео је до првих неслагања у партизанском табору: борбени дух многих је потиснут због чињенице да Италијани нису поновили своје почетне грешке, а већина вођа устанка били су комунисти и имали су своје ставове о послијератном устројству. Партизани су се још увијек надали да ће организовати класну револуцију и уз њену помоћ постићи одлазак Италијана; националисти су позвале све да закључе примирје и да не проливају крв узалуд, а такође нису жељели да виде комунисте као вође устанка. На сјеверу Црне Горе, разлике су биле посебно јаке, гдје су партизани одлучили да се прво обрачунају са класним непријатељима и да се упусте у „раскулачивање” на балкански начин. Националисти су жељели да спасе цивилно становништво и сачекају док сами Италијани не повуку своје трупе. На крају, стрпљење националиста је пукло, и на јесен су контактирали Италијане, нудећи им своју помоћ у борби против партизана. Националисти, предвођени Ђуришићем, потом су се повукли у позадину, а неки су одлучили да једноставно посматрају сукобе између партизана и Италијана, при чему су партизани почели да се боре још жешће.
Управо је пораз партизанских трупа код Пљевара и почетак црвеног терора постао разлог раскола у устаничком покрету. Четници су одмах започели рат против својих бивших савезника, осигуравајући да до 1942. у земљи готово није остало партизана. Народноослободилачки устанак се претворио у грађански рат.

### Окончање устанка
У новембру 1941, по Титовом наређењу, Ђилас је смијењен са дужности команданта партизана у Црној Гори због погрешних процјена током организовања устанка, укључујући и „лијева скретања”. Један од разлога за неуспјех устанка била су неслагања између монархиста и комуниста у штабу: први су подржавали тактику партизанског рата и залагали се за одбрану села у планинама у случају италијанског напада, док су други сматрали партизанско ратовање неприкладним за организовање линије одбране цијелом ширином фронта. Према Титу, друга тактика коју је Ђилас изабрао довела је до коначног пораза. Након што смијењен са дужности, Ђилас је морао наставити своје партијске дјелатности у листу Барба.
Посљедња жаришта устанка угушена су тек у децембру 1941. године. Упркос поразу, устанак је показао слабост италијанског контингента у Црној Гори и немогућност војне и цивилне администрације да спријечи такве побуне. Цивилни комесар окупираних територија, Серафино Мацолини, смијењен је за дужности 24. јула због тога што није спријечио устанак. Сва власт је пренијета на Биролија, команданта 9. армије, који је успио да поврати италијанску контролу над територијом. Устаници су, упркос тактичком неуспјеху, били увјерени у могућност ослобођења земље и наставили су партизански рат, чак и након гушења устанка, иако је даља борба вођена у тешким условима.

## Посљедице
Коначни раскол националиста и монархиста на једној страни и комуниста на других након Пљеваљске битке 1. децембра 1941. довео је до појаве „треће силе” у виду четника. Накнадни сукоби између четника и партизана довели су до почетка отвореног терора у Црној Гори: цивиле осумњичене за симпатије према непријатељу убијали су и једни и други. Злочини партизана приморали су чак и становништво Србије да се супротстави устанку, те су партизани на крају отишли у Босну и Херцеговину, гдје су се спојили са својим друговима. Узимајући у обзир све тактичке грешке, Тито је одлучио да мале одраде преобрази у пуноправне велике формације, тј. бригаде. Прва пролетерска ударна бригада је формирана 21. децембра 1941. у Рудом.
Драгољуб Михаиловић, који је предводио Равногорски четнички покрет, именовао је 20. децембра 1941. Павла Ђуришића за команданта свих редовних и резервних четничких снага у централној, источној Црној Гори и Санџаку. Италијани су 21. децембра упозорио Црногорце да ће бити одговорни за све могуће нападе на Италијане. У другој половини децембра, Ђуришић и Ђорђије Лашић су почели мобилизацију дезертера из партизанских одреда. До средине јануара 1942, већ су учествовали у борбама са партизанима. Италијани су 12. јануара званично запријетили Црногорцима да ће за сваког рањеног или убијеног италијанског официра бити погубљено 50 цивила, а за сваког обичног војника 10 цивила. Бироли је касније проглашен ратним злочинцем због злочина које су његове трупе починиле у Црној Гори.
У фебруару 1942, Италијани су утврдили да у Црној Гори има 8000 партизана и 5000 четника. Почетком марта, Ђуришић је први заговарао сарадњу са Италијанима: Бироли је прихватио његов приједлог и послао је дивизију „Венеција” у зону борбених дејстава. Ђуришић је у мају поразио посљедњу велику партизанску јединицу, након чега су скоро сви партизани напустили Црну Гору, спаливши сва села у којима нису имали подршку. Градови су остали под италијанском контролом, а четници су држали сеоска насеља. Партизани нису предузели одлучне акције у Црној Гори годину дана, али су након побједе четници, замишљајући себе као господаре, почели да граде логоре за ратне заробљенике, држе монтирана суђења и уништавају све који их нису подржавали: многи Муслимани који су сарађивали са Италијанима и Албанци су убијани. Нарочито је много жртава било у Бијелом Пољу, Пљевљама и Буковици: због тога су Муслимани почели да прелазе на страну окупационих снага.
Према југословенским изворима, губици Италијана током устанка били су 735 погинулих, 1120 рањених и 2070 заробљених. Губици устаника, према истим изворима, били су 72 погинула и 53 рањена. Италијански извори наводе сљедеће бројке: 5000 погинулих и 7000 рањених од стране партизана и 2000 убијених и рањених од стране италијанске војске.